# Schwaz Hammers
Gli Schwaz Hammers sono una squadra di football americano di Schwaz, in Austria, fondata nel 2006. La squadra maschile gioca in AFL Division I, mentre la squadra femminile gioca in AFL Division Ladies.
Nel 2024 hanno vinto il campionato femminile in collaborazione con le Tirol Raiders Ladies.

## Dettaglio stagioni

### Tornei nazionali

#### Campionato

##### Austrian Football Division Ladies/AFL - Division Ladies
| Stagione | regular season | regular season | regular season | regular season | regular season | regular season | playoff | playoff | playoff | playoff | playoff | playoff      | playoff                |
|          | Vin            | Par            | Per            | Tot            | PF             | PS             | Vin     | Per     | Tot     | PF      | PS      | risultato    | avversaria             |
| -------- | -------------- | -------------- | -------------- | -------------- | -------------- | -------------- | ------- | ------- | ------- | ------- | ------- | ------------ | ---------------------- |
| 2013     | 0              | 0              | 4              | 4              | 14             | 275            | -       | -       | -       | -       | -       | -            | -                      |
| 2015     | 1              | 0              | 3              | 4              | 28             | 162            | 0       | 1       | 1       | 0       | 58      | Quarto posto | Budapest Wolves Ladies |
| 2016     | 4              | 0              | 0              | 4              | 193            | 60             | 0       | 1       | 1       | 0       | 38      | Semifinale   | Vienna Vikings Ladies  |
| 2017     | 3              | 0              | 3              | 6              | 100            | 125            | 0       | 1       | 1       | 0       | 60      | Semifinale   | Vienna Vikings Ladies  |
| 2018     | 0              | 0              | 5              | 5              | 30             | 160            | -       | -       | -       | -       | -       | -            | -                      |
| 2019     | 4              | 0              | 1              | 5              | 100            | 62             | 0       | 1       | 1       | 0       | 44      | Ladies Bowl  | Vienna Vikings Ladies  |
| 2020     | 2              | 0              | 2              | 4              | 29             | 80             | -       | -       | -       | -       | -       | Terzo posto  | -                      |
| Totale   | 14             | 0              | 18             | 32             | 494            | 924            | 0       | 4       | 4       | 0       | 200     |              |                        |

Fonti: Enciclopedia del Football - A cura di Roberto Mezzetti

##### AFL Division I
| Stagione | regular season | regular season | regular season | regular season | regular season | regular season | playoff | playoff | playoff | playoff | playoff | playoff   | playoff    |
|          | Vin            | Par            | Per            | Tot            | PF             | PS             | Vin     | Per     | Tot     | PF      | PS      | risultato | avversaria |
| -------- | -------------- | -------------- | -------------- | -------------- | -------------- | -------------- | ------- | ------- | ------- | ------- | ------- | --------- | ---------- |
| 2022     | 2              | 0              | 6              | 8              | 110            | 184            | -       | -       | -       | -       | -       | -         | -          |
| 2023     | 1              | 0              | 7              | 8              | 110            | 190            | -       | -       | -       | -       | -       | -         | -          |
| Totale   | 3              | 0              | 13             | 16             | 220            | 374            | -       | -       | -       | -       | -       |           |            |

Fonti: Enciclopedia del Football - A cura di Roberto Mezzetti

##### Austrian Football Division 2/AFL Division II
| Stagione | regular season | regular season | regular season | regular season | regular season | regular season | playoff | playoff | playoff | playoff | playoff | playoff                       | playoff                 |
|          | Vin            | Par            | Per            | Tot            | PF             | PS             | Vin     | Per     | Tot     | PF      | PS      | risultato                     | avversaria              |
| -------- | -------------- | -------------- | -------------- | -------------- | -------------- | -------------- | ------- | ------- | ------- | ------- | ------- | ----------------------------- | ----------------------- |
| 2009     | 2              | 0              | 4              | 6              | 146            | 145            | 0       | 1       | 1       | 3       | 18      | Semifinale di secondo livello | Styrian Bears           |
| 2010     | 3              | 0              | 3              | 6              | 97             | 132            | 1       | 1       | 2       | 21      | 81      | Challenge Bowl                | Amstetten Thunder       |
| 2011     | 6              | 0              | 0              | 6              | 219            | 6              | 1       | 1       | 2       | 48      | 34      | Iron Bowl                     | Budapest Hurricanes     |
| 2012     | 2              | 0              | 4              | 6              | 121            | 146            | 0       | 1       | 1       | 12      | 44      | Semifinale                    | Cineplexx Blue Devils 2 |
| 2013     | 2              | 0              | 6              | 8              | 147            | 253            | -       | -       | -       | -       | -       | -                             | -                       |
| 2014     | 0              | 0              | 8              | 8              | 125            | 281            | -       | -       | -       | -       | -       | -                             | -                       |
| 2015     | 2              | 0              | 6              | 8              | 88             | 253            | -       | -       | -       | -       | -       | -                             | -                       |
| 2016     | 5              | 0              | 3              | 8              | 237            | 164            | 0       | 1       | 1       | 0       | 51      | Semifinale                    | Styrian Bears           |
| 2017     | 5              | 0              | 1              | 6              | 215            | 163            | 0       | 1       | 1       | 27      | 41      | Semifinale                    | Maribor Generals        |
| 2018     | 1              | 0              | 7              | 8              | 106            | 262            | -       | -       | -       | -       | -       | -                             | -                       |
| 2021     | 6              | 0              | 0              | 6              | 171            | 89             | 2       | 0       | 2       | 54      | 0       | Campioni                      | Fehérvár Enthroners     |
| Totale   | 34             | 0              | 42             | 76             | 1672           | 1854           | 4       | 6       | 10      | 165     | 269     |                               |                         |

Fonti: Enciclopedia del Football - A cura di Roberto Mezzetti

##### Austrian Football Division 3/AFL Division III
| Stagione | regular season | regular season | regular season | regular season | regular season | regular season | playoff | playoff | playoff | playoff | playoff | playoff    | playoff              |
|          | Vin            | Par            | Per            | Tot            | PF             | PS             | Vin     | Per     | Tot     | PF      | PS      | risultato  | avversaria           |
| -------- | -------------- | -------------- | -------------- | -------------- | -------------- | -------------- | ------- | ------- | ------- | ------- | ------- | ---------- | -------------------- |
| 2008     | 4              | 0              | 2              | 6              | 110            | 91             | 0       | 1       | 1       | 14      | 20      | Semifinale | Graz Giants 2        |
| 2019     | 8              | 0              | 0              | 8              | 296            | 61             | 0       | 1       | 1       | 16      | 19      | Semifinale | Upper Styrian Rhinos |
| Totale   | 12             | 0              | 2              | 14             | 406            | 152            | 0       | 2       | 2       | 30      | 39      |            |                      |

Fonti: Enciclopedia del Football - A cura di Roberto Mezzetti

### Riepilogo fasi finali disputate
| Anno             | Luogo   | Evento                       | Fase del torneo      | Incontro                                       | Risultato     |
| 15 giugno 2008   |         | Austrian Football Division 3 | Semifinale           | Graz Giants 2 - Schwaz Hammers                 | 20 - 14       |
| 17 giugno 2009   | Graz    | Austrian Football Division 2 | Semifinale           | Styrian Bears - Schwaz Hammers                 | 18 - 3        |
| 27 giugno 2010   |         | Austrian Football Division 2 | Challenge Bowl       | Amstetten Thunder - Schwaz Hammers             | 61 - 0        |
| 3 luglio 2011    |         | Austrian Football Division 2 | Iron Bowl            | Schwaz Hammers - Budapest Hurricanes           | 13 - 31       |
| 17 giugno 2012   |         | Austrian Football Division 2 | Semifinale           | Cineplexx Blue Devils 2 - Schwaz Hammers       | 44 - 12       |
| 1º novembre 2015 |         | AFL - Division Ladies        | Finale 3º - 4º posto | Budapest Wolves Ladies - Schwaz Hammers Ladies | 58 - 0        |
| 16 luglio 2016   |         | AFL - Division II            | Semifinale           | Styrian Bears - Schwaz Hammers                 | 51 - 0        |
| 23 ottobre 2016  |         | AFL - Division Ladies        | Semifinale           | Vienna Vikings Ladies - Schwaz Hammers Ladies  | 38 - 0        |
| 15 luglio 2017   | Maribor | AFL - Division II            | Semifinale           | Maribor Generals - Zürich Renegades            | 41 - 27       |
| 18 novembre 2017 | Vienna  | AFL - Division Ladies        | Semifinale           | Vienna Vikings Ladies - Schwaz Hammers Ladies  | 60 - 0        |
| 13 luglio 2019   |         | AFL - Division III           | Semifinale           | Schwaz Hammers - Upper Styrian Rhinos          | 16 - 19       |
| 16 novembre 2019 | Vienna  | AFL - Division Ladies        | Ladies Bowl          | Vienna Vikings Ladies - Schwaz Hammers Ladies  | 44 - 0        |
| 13 novembre 2021 |         | AFL - Division II            | Iron Bowl            | Schwaz Hammers - Fehérvár Enthroners           | 35 - 0 d.g.s. |

## Palmarès
- 1 Iron Bowl (2021)